# Nesher
Nesher (en hebreo: נשר) es una ciudad del Distrito de Haifa de Israel. Según la Oficina Central de Estadísticas de Israel (CBS), a finales de 2001 la ciudad tenía una población de 20,600 habitantes.